# Under American Skies
Under American Skies är ett studioalbum av de amerikanska trubadurerna Tom Paxton och Anne Hills, utgivet 24 juli 2001. Albumet är producerat av Anne Hills och Scott Petito och gavs ut på skivbolaget Appleseed Recordings.

## Låtlista
1. "There Goes the Mountain" (Tom Paxton)
2. "Under American Skies" (Tom Paxton/Anne Hills)
3. "Follow That Road" (Anne Hills)
4. "Clarissa Jones" (Tom Paxton)
5. "Birmingham Sunday" (Richard Fariña)
6. "Carry It On" (Gil Turner)
7. "God Bless the Grass" (Malvina Reynolds)
8. "Manzanar" (Tom Paxton)
9. "Gettin' Up Early" (Tom Paxton)
10. "Well, Well, Well" (Bob Gibson/Bob Camp)
11. "Pandora's Box" (Tom Paxton)
12. "Shadow Crossing the Land" (Anne Hills)
13. "Links in the Chain" (Kate Wolf)
14. "And Lovin' You" (Tom Paxton/Bob Gibson)